# Hîjnîkî, Starokosteantîniv
Hîjnîkî (în ucraineană Хижники) este un sat în comuna Irșîkî din raionul Starokosteantîniv, regiunea Hmelnîțkîi, Ucraina.

## Demografie
Componența lingvistică a localității Hîjnîkî
     Ucraineană (97,38%)
     Rusă (2,62%)
Conform recensământului din 2001, majoritatea populației localității Hîjnîkî era vorbitoare de ucraineană (97,38%), existând în minoritate și vorbitori de rusă (2,62%).